# Еличич, Драголюб
Драголюб Еличич (серб. Драгољуб Јеличић / Dragoljub Jeličić; 1902, Шабац — 1963, Никшич) — сербский солдат, один из самых юных участников Первой мировой войны.

## Биография
Семья Еличичей проживала в Кордуне (ныне Хорватия), но вскоре перебралась в Шабац, надеясь на лучшую жизнь там. В момент начала войны Драголюб учился в начальной школе, а отец отправился на фронт и был там убит.
После того, как австро-венгерская армия подошла к Белграду, юный Драголюб отправился защищать город. Позднее он выбрался к воинскому подразделению сербской армии у горы Рудник. В боях за Мачву он участвовал в составе пулемётного расчёта (один из стрелков был убит, и мальчику пришлось заменить погибшего) и был ранен. В Нише он встретился с Рудольфом Рейссом, профессором криминологии, который прославился тем, что первым сообщил миру о военных преступлениях австро-венгров в Сербии. В своих мемуарах Рейсс действительно упоминал Драголюба как мальчика, в возрасте 12 лет уже стрелявшего из винтовки и кидавшего гранаты. Во время войны Еличич был лично произведён в капралы указом принц-регента Александра, а в возрасте 14 лет был произведён и в младшие сержанты. Участвовал в боях на Салоникском фронте. Всего за войну был ранен шесть раз.
После войны Драголюб Еличич работал актёром театра Никшича. В годы Второй мировой войны в Югославии он вступил в партизанское движение и пережил войну. Скончался в 1963 году в Никшиче, оставив после себя трёх дочерей.
В 2014 году двое внуков Драголюба, Джордже и Предраг Нуньичи, заявили, что именно их дедушка (по материнской линии) является самым молодым солдатом Первой мировой войны, а не известный Момчило Гаврич, и пообещали доказать это утверждение, поскольку доказательств того, что Гаврич — самый молодой солдат Первой мировой, они не получили ни от Военного музея Белграда, ни от Исторического института Сербии.